# 옥천역
옥천역(Okcheon station, 沃川驛)은 충청북도 옥천군 옥천읍 금구리에 있는 경부선의 철도역이다. 일부 ITX-새마을과 무궁화호가 정차한다.
KTX는 운행하지 않지만, 한동안 이 역에서 경부고속선으로 진입하는 연결선이 있었다. 대전 시내 고속전용선을 신설하면서 해당 연결선은 폐지됐다.

## 역사
- 1905년 1월 1일 : 영업 개시
- 1950년 6월 30일 : 한국 전쟁으로 역사 전소
- 1956년 12월 26일 : 역사 신축
- 1996년 1월 1일 : 역사 내 컨테이너 야적장 준공
- 1999년 12월 23일 : 역사 신축
- 2014년 5월 1일 : 충북종단열차 운행 개시
- 2022년 11월 5일 : ITX-새마을 정차 개시

## 역 구조
2면 4선의 승강장이다.

### 승강장
| ↑ 대전          |
| ４３ \| ２１ \| |
| 이원 ↓          |

| 1 |        | 사용하지 않음             |
| 2 | 경부선 | 김천 · 동대구 · 부산 방면 |
| 3 | 경부선 | 대전 · 서울 · 영주 방면   |
| 4 |        | 사용하지 않음             |

## 사진

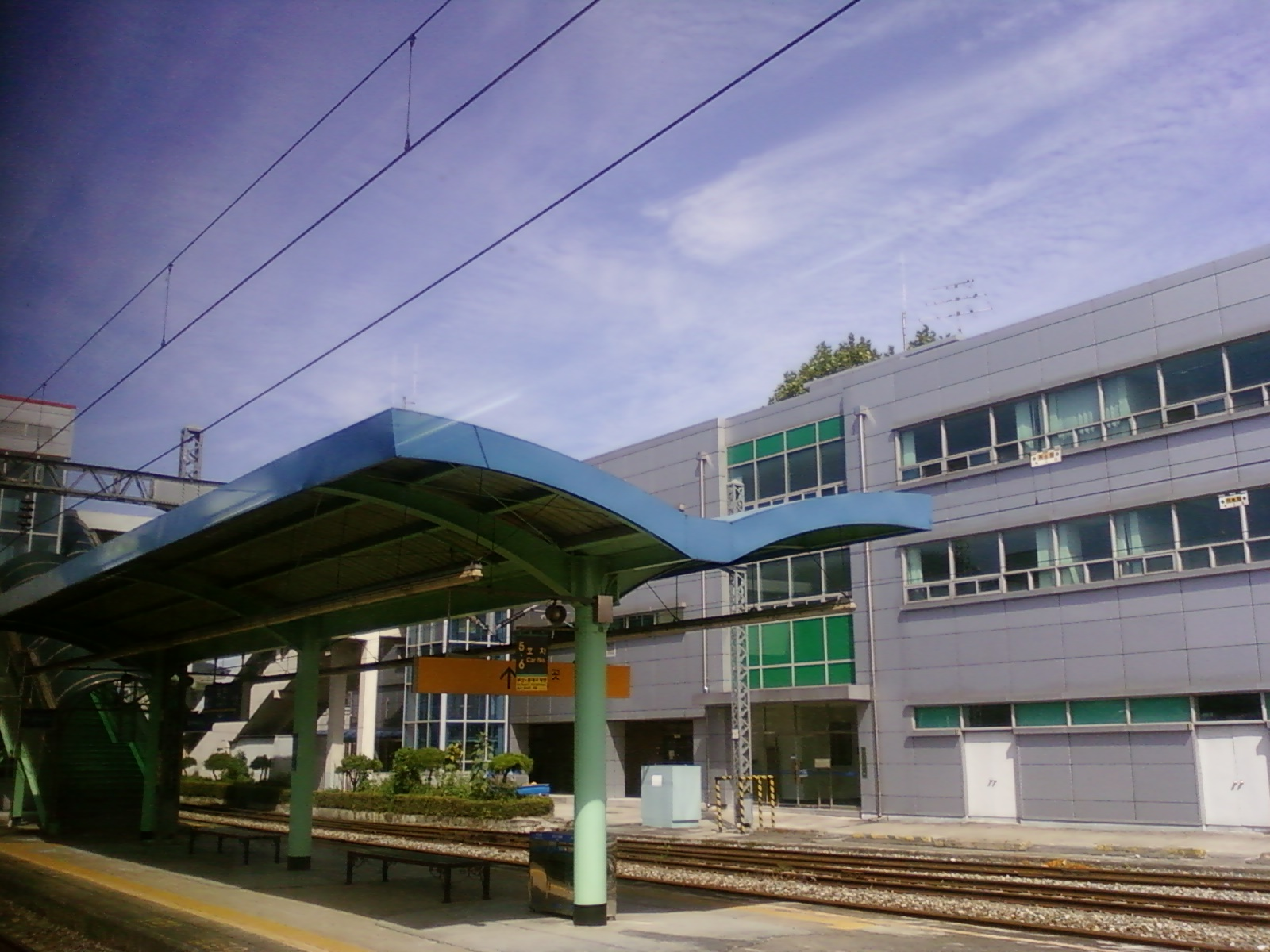
선로 방향에서 바라본 옥천역과 플랫폼의 모습

## 인접한 역
| 경부선                   | 경부선                   | 경부선                     |
| ------------------------ | ------------------------ | -------------------------- |
| 대전 서울 방면           | ITX-새마을 경부선▪︎경전선 | 영동 부산▪︎진주 방면        |
| 대전 서울 방면 영주 방면 | 무궁화호 경부선 충북선   | 이원 부산 방면 동대구 방면 |